# 贾森·利斯
贾森·利斯（英語：Jason Lees，1977年3月1日—），澳大利亚男子轮椅橄榄球运动员。他曾代表澳大利亚参加2012年、2016年和2020年夏季残疾人奥林匹克运动会轮椅橄榄球比赛，获得二枚金牌。